# Göhra
Göhra ist ein Ortsteil der Gemeinde Ebersbach im Landkreis Meißen in Sachsen.

## Geschichte
Göhra wurde im Jahr 1288 erstmals urkundlich erwähnt.
Die früher eigenständige Gemeinde Göhra wurde am 1. Februar 1973 nach Weßnitz eingemeindet. Am 1. Januar 1995 wurde die Gemeinde Weßnitz aufgelöst, dabei wurde Weßnitz nach Großenhain eingemeindet und Göhra nach Reinersdorf umgegliedert. Seit der Eingemeindung von Reinersdorf am 1. Januar 1999 ist Göhra ein Ortsteil von Ebersbach.
Im Jahr 2005 wurde der Feuerlöschteich grundlegend saniert.